# Vespinitocris sessensis
Vespinitocris sessensis är en skalbaggsart som beskrevs av Stefan von Breuning 1950. Vespinitocris sessensis ingår i släktet Vespinitocris och familjen långhorningar. Inga underarter finns listade i Catalogue of Life.